# Совет ФИФА
Совет ФИФА (ранее Исполнительный комитет ФИФА) — учреждение ФИФА (руководящий орган футбола, мини-футбола, и пляжного футбола). Это главный орган, принимающий решения, в организации, в периоды Конгресса ФИФА. Члены избираются Конгрессом ФИФА. Совет является неисполнительным (на политико-административно-избирательном уровне это до съезда, созываемого советом), надзорным и стратегическим органом, который определяет концепцию ФИФА и мирового футбола.
После Внеочередного Конгресса 2016 года, ФИФА объявила, что вступит в силу новый свод законов. Это привело к тому, что Исполнительный комитет ФИФА изменил название, став Советом ФИФА, с новой структурой и большей властью. Его возглавляет президент ФИФА. Также было объявлено, что Генеральный секретарь теперь будет отчитываться перед советом и будет работать с главным специалистом по соблюдению, который контролирует организацию в своей работе. Все существующие члены комитета оставались в должности до тех пор, пока их соответствующие должности не были переизбраны на соответствующих конфедерациях. Новые члены Совета ФИФА вступили в силу 30 сентября 2016 года. Всего в совете 37 новых членов. Он вступил в силу до очередного конгресса ФИФА 2016 года.
Новый совет будет состоять из следующих лиц:
- Президент
- КОНМЕБОЛ : один вице-президент и четыре участника
- АФК : один вице-президент и шесть участников
- УЕФА : три вице-президента и шесть участников
- КАФ : один вице-президент и шесть участников
- КОНКАКАФ : один вице-президент и четыре участника
- ОФК : один вице-президент и два участников
- Генеральный секретарь

## Состав
| Состав Совета ФИФА                                                   | Состав Совета ФИФА                                                  | Состав Совета ФИФА                              | Состав Совета ФИФА          | Состав Совета ФИФА          | Состав Совета ФИФА         |
| Президент ФИФА                                                       | Президент ФИФА                                                      | Президент ФИФА                                  | Президент ФИФА              | Президент ФИФА              | Президент ФИФА             |
| -------------------------------------------------------------------- | ------------------------------------------------------------------- | ----------------------------------------------- | --------------------------- | --------------------------- | -------------------------- |
| Джанни Инфантино Швейцария / Италия                                  |                                                                     |                                                 |                             |                             |                            |
| Вице-президенты ФИФА                                                 |                                                                     |                                                 |                             |                             |                            |
| АФК (Азия)                                                           | УЕФА (Европа)                                                       | КАФ (Африка)                                    | КОНКАКАФ (Северная Америка) | КОНМЕБОЛ (Южная Америка)    | ОФК (Океания)              |
| князь Салман бин Ибрагим Аль Халифа Бахрейн (Старший вице-президент) | Александер Чеферин Словения Грегг Кларк Англия Шандор Чаньи Венгрия | Ахмад Ахмад Мадагаскар                          | Виктор Монтальяни Канада    | Алехандро Домингес Парагвай | Ламберт Малток Вануату     |
| Члены Совета ФИФА                                                    |                                                                     |                                                 |                             |                             |                            |
| АФК (Азия)                                                           | УЕФА (Европа)                                                       | КАФ (Африка)                                    | КОНКАКАФ (Северная Америка) | КОНМЕБОЛ (Южная Америка)    | ОФК (Океания)              |
| Сауд Абдулазиз Аль Моханнади Катар                                   | Эвелина Кристиллин Италия                                           | Тарек Бушамауи Тунис                            | Соня Фулфорд Теркс и Кайкос | Рамон Хесурун Колумбия      | Раджеш Патель Фиджи        |
| Махфуза Ахтер Бангладеш                                              | Фернандо Гомес Португалия                                           | Алмамы Кабеле Камара Гвинея                     | Педро Чалуха Панама         | Мария Сол Муньос Эквадор    | Джоанна Вуд Новая Зеландия |
| Мариано Аранета Филиппины                                            | Георгиос Кумас Кипр                                                 | Лидия Нсекера Бурунди                           | Сунил Гулати США            | Фернандо Сарни Бразилия     |                            |
| Прафуль Патель Индия                                                 | Ноэль Ле Грает Франция                                              | Уолтер Нямиланду Малави                         | Луис Эрнандес Куба          | Игнасио Алонсо Уругвай      |                            |
| Ду Чжаосай Китай                                                     | Деян Савичевич Черногория                                           | Констант Омари Демократическая Республика Конго |                             |                             |                            |
| Козо Ташима Япония                                                   | Алексей Сорокин Россия                                              | Хани Або Рида Египет                            |                             |                             |                            |
| Генеральный секретарь ФИФА                                           |                                                                     |                                                 |                             |                             |                            |
| Фатма Самура Сенегал                                                 |                                                                     |                                                 |                             |                             |                            |

## История
Георгий Шепези был председателем Исполнительного комитета ФИФА с 1982 по 1994 год.

### Коррупция
В ноябре 2010 года — два исполнительных участника, Рейнальд Темарии и Амос Адаму были исключены на один и три года соответственно. Темарии был также оштрафован на 5000 швейцарских франков, а Адаму был оштрафован на 10000 швейцарских франков. Темарии нарушив кодекс ФИФА конфиденциальности в издание The Sunday Times, в то время как было установлено Амос Адаму было пытался продать свой голос на соревновании Чемпионат мира по футболу 2018 и Чемпионат мира по футболу 2022. Таким образом, число участников Exco для голосования 2 декабря было сокращено с 24 до 22, а требование о победившем голосовании — с 13 до 12. ФИФА, однако, не исключает возможности замены Адаму и Темарии.
25 мая 2011 года — член Исполкома Чак Блейзер сообщил о своих коллегах Мохаммеду бин Хаммаму и Джеку Уорнеру в Комитете по этике ФИФА, утверждая, что они предлагали взятки членам Карибского футбольного союза на встрече 10 по 11 мая. Бин Хаммам вовлек Йозефа Блаттера в скандал, утверждая, что он знал о предполагаемых денежных выплатах. В результате этого скандала, Бин Хаммам отказался от участия в президентских выборах в июне 2011 года, а ФИФА позже отстранила и его, и Джека Уорнера. Блаттер остался без сопротивления и победил на выборах с результатом 186 из 203 голосов.
31 мая 2011 года — в интервью немецкой прессе, когда его спросили о том, за кого он проголосовал за получение прав на проведение чемпионатов мира по футболу 2018 и 2022 годов, старший вице-президент ФИФА, Хулио Грондона сказал: «Да, я голосовал за Катар, потому что голосовать за США было бы как голосовать за Англию, а это невозможно […] Но с английской заявкой я сказал: давайте будем краткими. Если вы вернете принадлежащие нам Фолклендские острова, вы получите мой голос. Затем они расстроились и ушли.»
27 мая 2015 года — в Швейцарии по обвинению в коррупции были арестованы 14 высокопоставленных футбольных чиновников, включая членов исполнительного комитета. Руководители Уэбб, Уорнер и Фигуредо, а также Эдуардо Ли, Хулио Роша, Костас Таккас, Рафаэль Эскивель, Хосе Мария Марин и Николас Леоз — все подвергались экстрадиции в Соединённые Штаты за нарушение федерального закона.
После коррупционного дела ФИФА 2015 года новоизбранный британский вице-президент ФИФА и член правления Исполнительного комитета Дэвид Гилл пригрозил уйти в отставку, если Сепп Блаттер будет переизбран президентом ФИФА на пятый срок в знак протеста против его руководства. Блаттер был переизбран, и Гилл немедленно отклонил эту позицию в знак протеста, заявив, что он не будет служить ни в каком качестве при режиме Блаттера. Четыре дня спустя Блаттер внезапно объявил, что уйдёт в отставку, и Гилл сказал, что он «пересмотрит» своё решение выйти в свете развития событий. Гилл ещё не ушёл в отставку.

## Структура
Исполнительный комитет состоял из президента, избранного Конгрессом в год после чемпионата мира по футболу, восьми вице-президентов и 15 участников, назначенных конфедерациями и ассоциациями, и одной женщины-участника, избранной Конгрессом. Кроме того, в 2013 году Конгресс принял участие ещё две женщины в Исполнительном комитете сроком на один год, а затем в 2014 году.
Срок полномочий четыре года. По истечении этих четырёх лет участники, а также вице-президенты могут быть повторно назначены их конфедерациями и ассоциациями и вновь назначены Конгрессом ещё на четыре года. Также президент может быть переизбран конгрессом. Каждый участник имеет один голос в комитете, включая Президента, который имеет решающий голос, если первоначальный голос является ничьей. После избрания Конгрессом все участники Исполнительного комитета могут быть отстранены от должности только в том случае, если Конгресс или конфедерация, к которой принадлежит этот участник, решит, что необходима смена персонала. Для футбольной ассоциации каждой страны в Исполнительном комитете может быть только один участник. Если президенту временно или постоянно мешают исполнять его обязанности, самый старший вице-президент исполняет его обязанности до тех пор, пока Конгресс не сможет избрать нового президента.
Все кандидаты в Исполнительный комитет не должны быть делегатами от их ассоциаций. Все участники должны пройти проверку, прежде чем они могут быть избраны. Проверка надёжности для вице-президентов и других членов Исполнительного комитета проводится их собственными конфедерациями. Президент, женщина-участник Исполнительного комитета, все участники судебных органов, а также члены Комитета по аудиту и соответствию ФИФА проверяются следственной палатой Комитета по этике ФИФА. Прежде чем участник может быть переизбран, необходимо провести ещё одну проверку надёжности.
Собирается не реже двух раз в год, причем мандат каждого участника длится четыре года, и его роль включает определение даты, места и формата турниров, назначение делегатов ФИФА на IFAB а также избрание и освобождение от должности Генерального секретаря по предложению Президент ФИФА. Между 1947 и 2013 годами официально один из вице-президентов должен был быть участник одной из британских ассоциаций. Эта гарантированная должность была официально удалена ФИФА в 2013 году, но неофициально сохранялась УЕФА, только выдвигая британских кандидатов на любые вакансии. Он состоит из следующих представителей:
- Президент
- Генеральный секретарь
- КОНМЕБОЛ : один вице-президент и два участника
- АФК : один вице-президент и три участника
- УЕФА : два вице-президента и пять участников
- КАФ : один вице-президент и три участника
- КОНКАКАФ : один вице-президент и два участника
- ОФК : один вице-президент
- Участник для специальных задач

Исполком ФИФА встретился в последний раз 18 марта 2016 года.